# Architettura neorussa

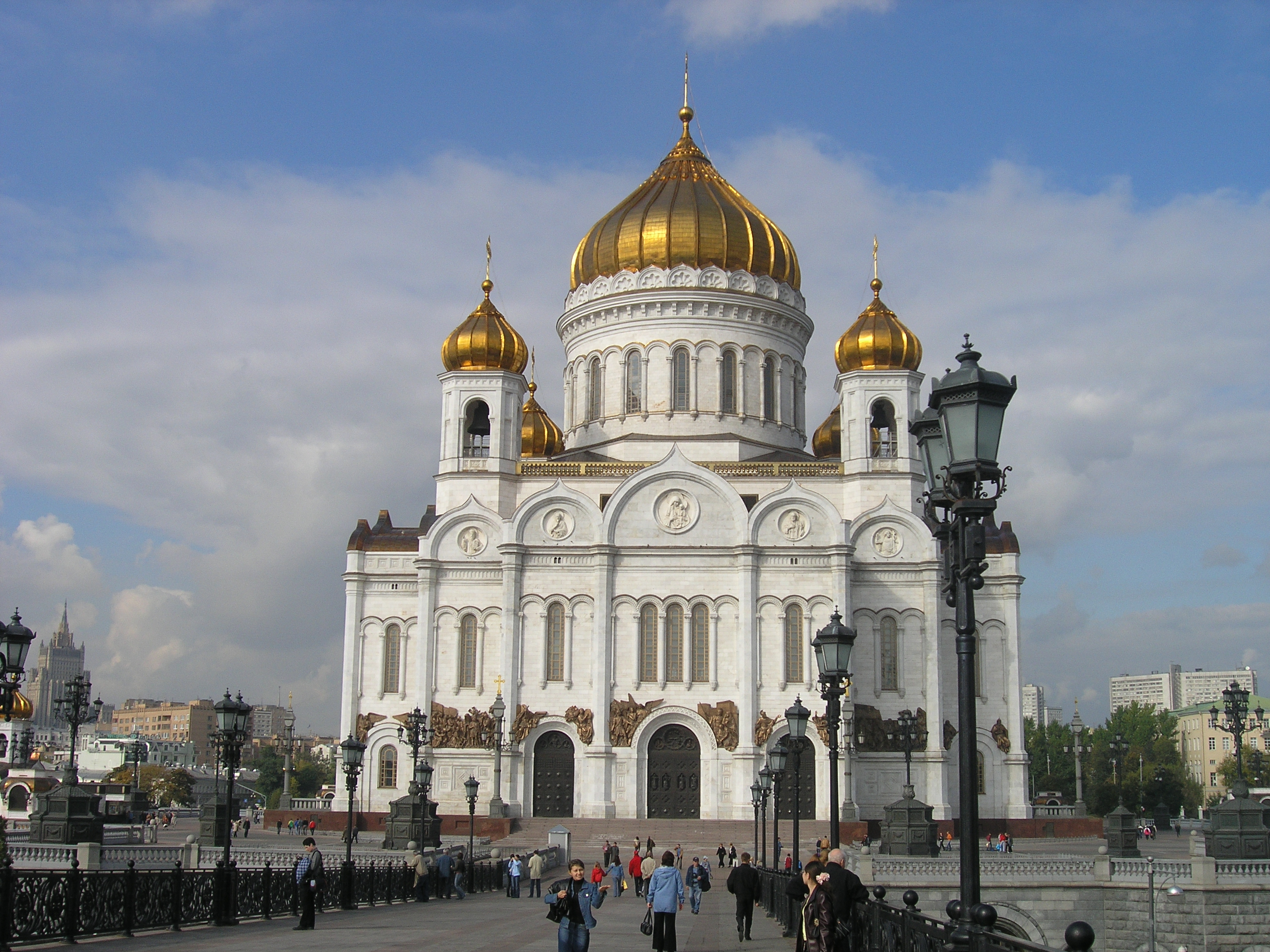
Konstantin Thon, cattedrale di Cristo Salvatore, Mosca, 1839-60

L'architettura neobizantina in Russia, più precisamente architettura neorussa (in russo псевдорусский стиль, неорусский стиль?), ma anche stile russo-bizantino o bizantino-russo, sono termini comuni utilizzati per caratterizzare un insieme di differenti movimenti sviluppatisi all'interno dell'architettura russa dal secondo quarto del XIX secolo e rappresentanti un'unione a vari livelli dell'architettura russa antecedente Pietro il Grande ed elementi dell'architettura bizantina.
Il neorusso in architettura salì alla ribalta all'interno di quel clima di rinnovato interesse verso un'architettura nazionale che si sviluppò in tutta Europa durante il XIX secolo, rappresentando un'interpretazione ed una stilizzazione del patrimonio architettonico russo. Talvolta il revival russo viene erroneamente interpretato come lavoro di studio e ricomposizione di elementi della precedente cultura architettonica russa, sebbene la maggioranza degli architetti fautori del revival non si siano direttamente - o esclusivamente - riferiti alla tradizione. Rappresentando esso invece un'abile stilizzazione, numerosi elementi propri del neo-russo sono stati in seguito combinati con elementi appartenenti ad altri stili nazionali e internazionali.

## Retroterra culturale
Così come i revivalismi romantici dell'Europa occidentale, anche il neorusso si costituì intorno all'interesse degli eruditi al riguardo dei monumenti della nazione. Lo storicismo riecheggiò insieme con i nazionalismi popolari ed il panslavismo dell'epoca. Il primo resoconto illustrato riguardante l'architettura russa fu il progetto curato dal Conte Anatol Demidov insieme con il disegnatore francese André Durand: il taccuino del loro tour della Russia, effettuato nel 1839, venne pubblicato a Parigi nel 1845 con il titolo di Album du voyage pittoresque et archaéologique en Russie. Le litografie del Durand tradiscono una sensibilità straniera all'apparentemente così diversa architettura russa, mostrando alcuni elementi curiosamente distorti. Inoltre, l'accurata rappresentazione delle architetture stesse è più riconducibile alla letteratura di viaggio piuttosto che all'inchiesta storica.
Il tentativo di riconoscere la cronologia e lo sviluppo dell'architettura russa cominciò con lo studio di I. M. Snegirev e A. A Martynov Russkaja starina v pamjatnikach cerkovnago i gražanskago zodčestva (Mosca, 1851). Lo stato si interessò a questo tentativo, sponsorizzando una serie di fascicoli pubblicati come Drevnosti rossijskago gosudavstva (Mosca 1849-53, 6 volumi) e rappresentanti antichità ed opere d'arte.
In seguito la Società Archeologica Moscovita iniziò le ricerche sulla materia, formalizzandola nell'elenco dei campi di studio affrontati. Venne istituita tra il 1869 e il 1915 una serie di conferenze triennali, i cui interventi erano principalmente inerenti a studi condotti sull'architettura dei Russi di Kiev e dei primi periodi Moscoviti.
Probabilmente, il risultato di maggior successo conseguito dalla Società fu la pubblicazione del Kommissii po sochraneniju drevnich pamjatnikov in sei volumi, tra il 1907 ed il 1915. Anche l'Accademia di Belle Arti di San Pietroburgo commissionò a V. V. Suslov una ricerca, sviluppata nelle due opere su più volumi Pamjatniki drevnjago russkago zodčestva (1895-1901, sette tomi) e Pamjatniki drevne-russkago iskusstva (1908-12, quattro tomi).
Con l'applicazione dei principi storici positivisti, la cronologia dell'architettura russa venne rigidamente stabilita sin dalla pubblicazione dell'indagine definitiva (su sei volumi) riguardante l'arte russa: Istorija russkogo isskustva (1909-17), edita da Igor' Grabar. La pubblicazione dell'ultimo volume fu interrotta dalla Rivoluzione.

## Sviluppi

### 1825-1850

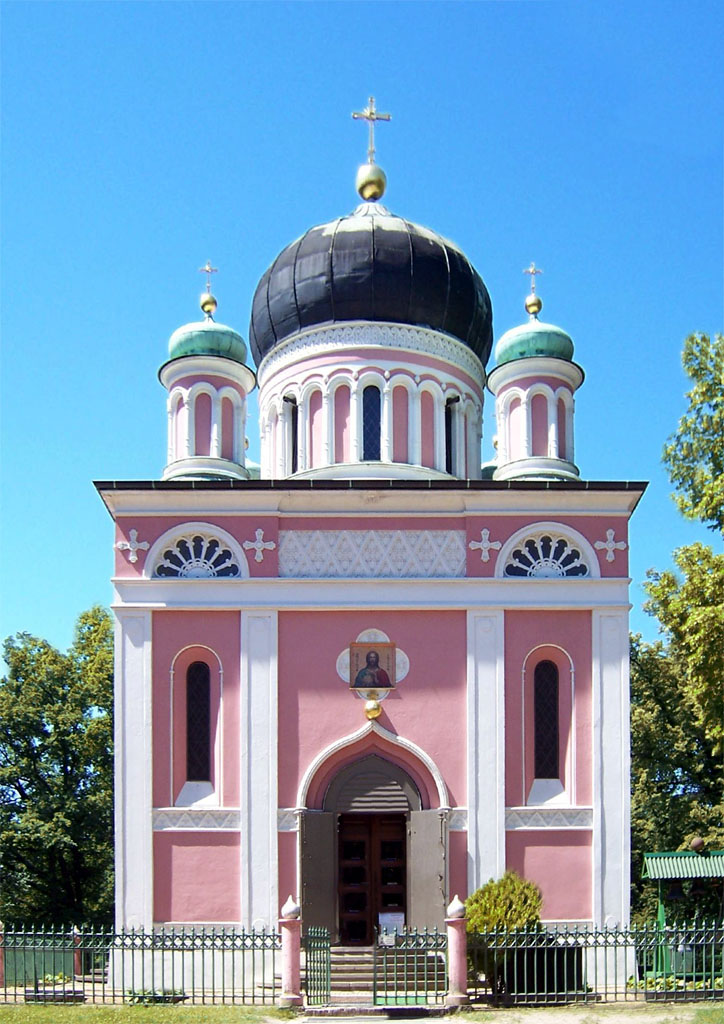
Il più antico esempio di Revival Russo: Chiesa di Aleksandr Nevskij, Potsdam, 1826.

Il primo esempio esistente di revivalismo bizantineggiante all'interno dell'architettura russa - e, in realtà, anche il primo esempio mai costruito - si trova in Germania, a Potsdam ed è la Chiesa a cinque cupole dedicata ad Aleksandr Nevskij, progettata dall'architetto neoclassicista Vasilij Petrovič Stasov (progettista della neoclassica Cattedrale della Trinità di San Pietroburgo), padre del critico Vladimir Stasov. L'anno successivo, nel 1827, Stasov completò una più grande chiesa a cinque cupole, la Chiesa delle Decime di Kiev.
Il gusto russo-bizantino venne sviluppato da Konstantin Thon con la decisa approvazione di Nicola I di Russia. Lo stile di Thon incarnava l'idea della continuità tra Bisanzio e la Russia, perfettamente corrispondente con la dottrina dello Zar. L'architettura russo-bizantina è caratterizzata dalla commistione dei metodi compositivi e degli archi tipici del repertorio bizantino con gli antichi ornamenti esterni russi: opera realizzata con cura da Thon anche nei suoi modelli. Nel 1838 Nicola I indicò il libro di progetti di Thon come modello per tutti gli architetti; nuovi simili solleciti seguirono nel 1841 e nel 1844.
Tra le opere progettate da Thon, o basate su disegni dello stesso, si possono ricordare la cattedrale di Cristo Salvatore, il Gran Palazzo e l'Armeria del Cremlino a Mosca, oltre alle cattedrali di Sveaborg, Elec, Tomsk, Rostov sul Don e Krasnojarsk.
L'applicazione di elementi bizantini fu, di fatto, molto limitata in ambito ufficiale: venne utilizzato tale lessico principalmente per le chiese di nuova costruzione e, in misura minore, per le residenze reali. La costruzione di edifici pubblici o privati procedette su due livelli completamente differenti. Gli edifici pubblici progettati da Thon - come la pseudo-rinascimentale Stazione Nikolaevskj - erano completamente privi di elementi bizantini. 
Di fatto, durante gli anni del regno di Nicola I vennero costruiti numerosi edifici ecclesiastici neoclassici di altissima qualità, come la Cattedrale dell'Epifania in Elochovo (1837-1845), a Mosca, progettata da Evgraf Dmitrevič Tjurin. Le chiese di stampo bizantino, invece, furono le prime ad essere demolite durante il periodo Sovietico, in quanto considerate di scarso valore.

### Gli anni cinquanta dell'Ottocento

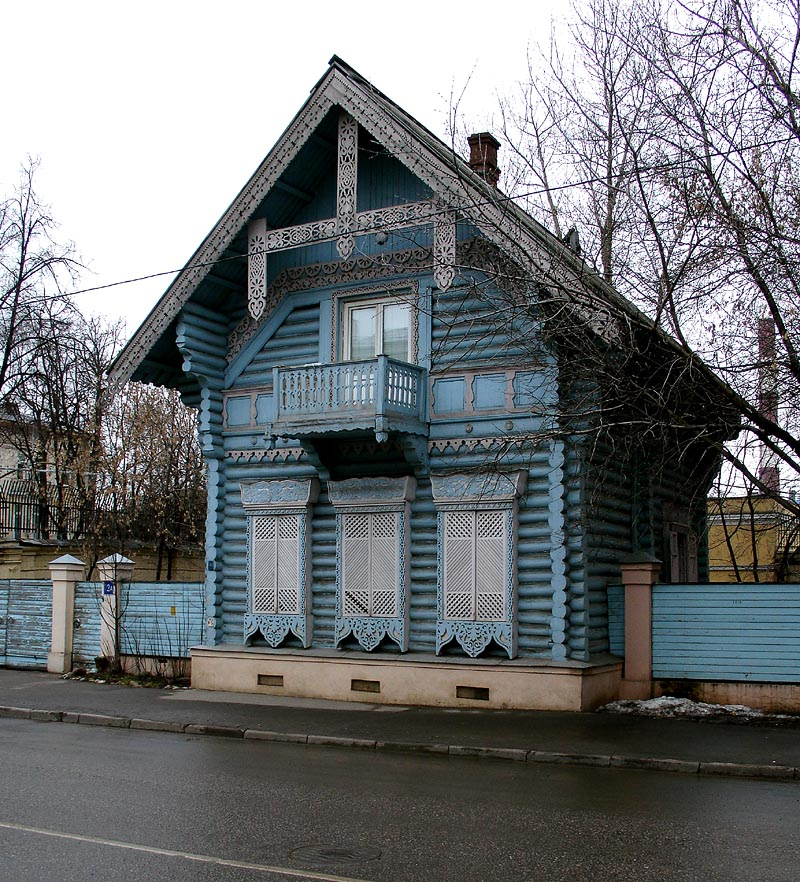
Cottage di Pogodin, Mosca, 1856

Un'altra direzione intrapresa dal neorusso fu la reazione contro l'arte ufficiale di Thon, reazione influenzata da romanticismo, slavofilismo, e studi dettagliati di architettura vernacolare. Il precursore di questa tendenza nella progettazione di chiese fu Aleksej Gornostaev (durante i suoi anni più tardi, 1848-1862), famoso per aver reinventato il motivo del tetto a capanna del Nord della Russia, ampliato con la struttura a volta romanica e rinascimentale. Uno dei primi esempi, tuttora conservato, nell'architettura civile è il Pogodinskaja cottage in Devič'e Pole, Mosca, progettato da Nikolaj Nikitin (1856,  photo (archiviato dall'url originale il 12 giugno 2018).).

### Dopo il 1861

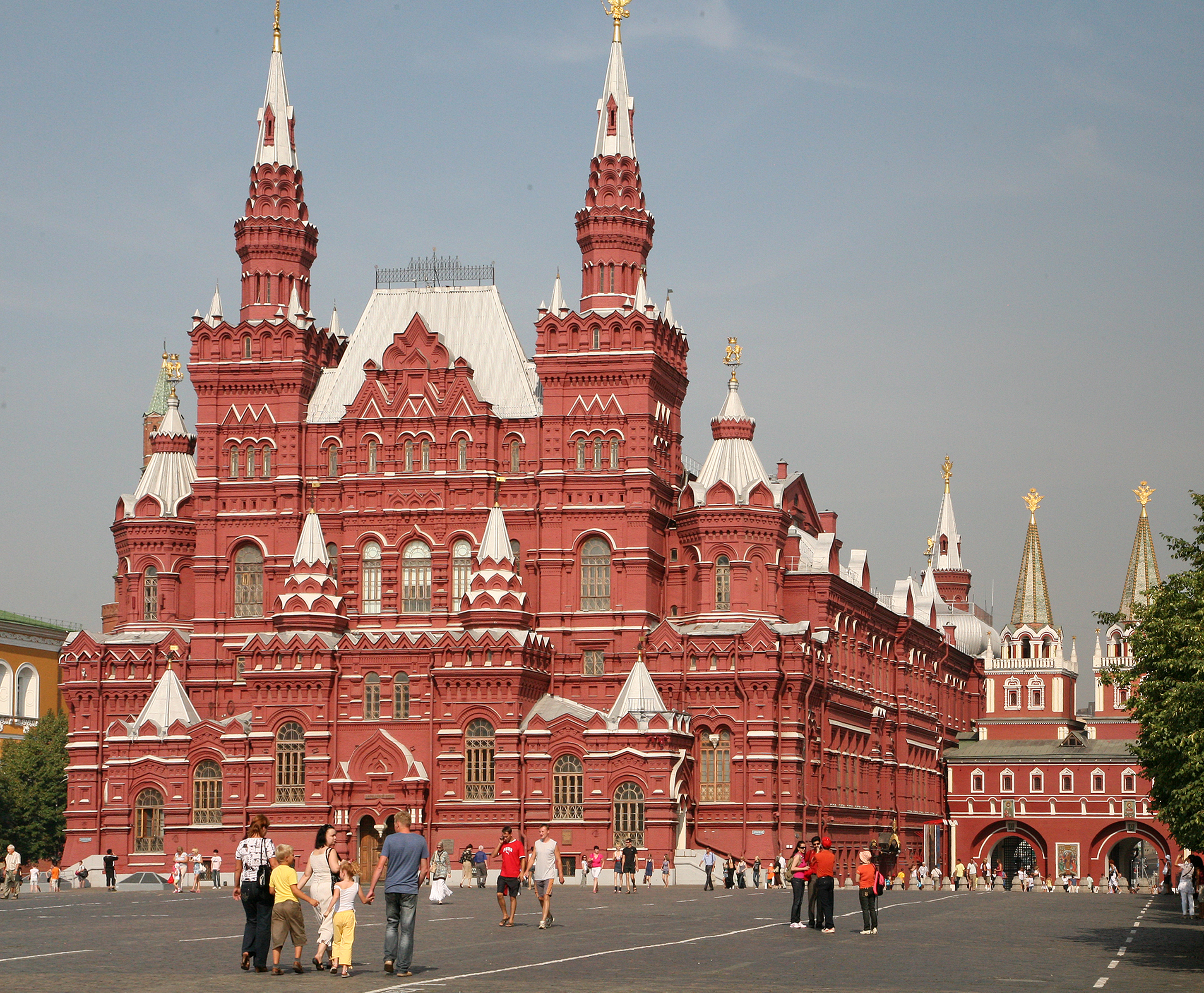
Museo Storico di Stato di Mosca, piazza Rossa (1875-1881)

La riforma di emancipazione del 1861 -in russo Крестьянская реформа 1861 года? - e le successive riforme di Alessandro II spinsero l'élite liberale ad esplorare le radici della cultura nazionale. Primo risultato di questi studi in architettura fu la nascita di uno stile "folkloristico" o "Pseudo-russo", ben esemplificato nelle opere degli anni settanta dell'Ottocento di Ivan Ropet (Terem a Abramcevo, 1873) e Viktor Hartmann (stamperia Mamontov, 1872).
Questi artisti, insieme al movimento del populismo russo (in russo Народничество?, Narodničestvo), idealizzarono la vita del contadino e crearono una propria versione di architettura vernacolare. Ulteriore fattore fu il rifiuto dell'eclettismo occidentale che aveva dominato la costruzione civile negli anni cinquanta e sessanta del secolo, una reazione contro l'"Occidente in decadenza", per prima propugnata dall'influente critico Vladimir Stasov.
Ivan Zabelin, uno dei teorici del movimento, dichiarò che "l'abitazione russa si era sviluppata naturalmente partendo dalle case di tronchi dei contadini, mantenendo uno spirito di bellissimo disordine... La bellezza dell'edificio non consta nelle sue proporzioni, ma - al contrario - sulla differenziazione e l'indipendenza delle sue parti"("русские хоромы, выросшие органически из крестьянских клетей, естественно, сохраняли в своем составе облик красивого беспорядка... По понятиям древности первая красота здания заключалась не в соответствии частей, а напротив в их своеобразии, их разновидности и самостоятельности"). Come risultato, la "ropetovščina" - come bollarono il suo stile i detrattori di Ropet - si concentrò sul coniugare elementi vividi ma raramente accomunati di architettura vernacolare, soprattutto i ripidi tetti a due spioventi, i tetti a botte e gli intagli nel legno. Il legno fu il materiale preferito, dal momento che numerose fantasie non avrebbero potuto essere concretizzate in muratura. Ciò rappresentò aspetti positivi e negativi per la "ropetovščina". Negativi, in quanto le strutture lignee - ed in particolare quelle meno convenzionali - non erano riproducibili a scale maggiori ed ebbero così diffusione per un arco di tempo molto ridotto; inoltre, veramente pochi edifici sopravvissero. Positivi, poiché la rapidità di costruzione e l'aspetto così poco ortodosso bene si prestavano alla costruzione di padiglioni per esposizioni, podi ed altre realizzazioni dalla breve durata temporale. Questa tendenza continuò ancora al inizio Novecento (con Fëdor Šechtel',  disegno del 1901 (archiviato dall'url originale il 4 settembre 2002).) e ancora durante gli anni venti  (opere di Il'ja Golosov,  disegno del 1923 (archiviato dall'url originale il 13 ottobre 2006).).

### Architettura in laterizio
Per un breve arco di tempo, durante gli anni ottanta dell'Ottocento, una versione meno radicale dello stile Pseudo-Russo, basato sullo studio dell'architettura in laterizio del XVII secolo, si impose come la nuova arte ufficiale. Questi edifici erano costruiti, di norma, in mattoni o pietra bianca ma abbondantemente decorati, secondo la tradizione dell'architettura popolare russa. Gli elementi caratteristici di questo periodo, come le colonne rigonfiate, i soffitti a volte ribassate, i tetti aguzzi, gli affreschi con decorazioni floreali, l'utilizzo di piastrelle multicolore e ricchezza d'inventiva, erano riconoscibili sia all'interno che all'esterno di tali complessi. Un tipico esempio di tale architettura è il Museo Storico di Stato (1875-1881, progetto di Vladimir Osipovič Sherwood), che completa l'effetto di insieme della piazza Rossa di Mosca.

### 1898-1917
A cavallo dei secoli XIX e XX, la Chiesa ortodossa russa iniziò a investire nella costruzione di cattedrali dalle maestose proporzioni anche nei sobborghi operai. Alcune di queste, come la Cattedrale dell'Ascensione di Dorogomilovo (1898-1910), capace di contenere fino a diecimila fedeli, vennero iniziate in tranquilli sobborghi rurali che aumentarono la propria popolazione proprio durante il periodo di costruzione. I teorici cristiani spiegano la scelta di ubicazioni così remote con il desiderio da parte della Chiesa di avvicinare la classe operaia, proprio nello stesso tempo in cui le classi benestanti se ne stavano allontanando. L'architettura bizantina fu una scelta quasi naturale per questi progetti: rappresentava chiaramente le radici della nazione, contro le moderne eresie europee ed era anche molto più economico da utilizzare rispetto al lessico neoclassico delle grandi capitali neoclassiche, sia per quanto concerneva i costi di costruzione, che per la successiva manutenzione. Il più importanti esempi di questo tipo vennero completati dopo la Rivoluzione russa del 1905:
- Cattedrale di Dorogomilovo, Mosca, 1898-1910
- Cattedrale di Nostra Signora dell'Iberia nel monastero Nikolo-Perervinskij, Pererva (ora Mosca), 1904-1908
- Cattedrale di Kronštadt, 1908-1913

### 1905-1917
- Torre campanaria del Cimitero di Rogožskoe (in russo Рогожское кладбище?), di Fëdor Gornostaev, 1908-1913
- Chiesa di Balakovo, di Fëdor Šechtel', 1909-1912
- Chiesa di San Nicola in Belorusskaja Zastava, Mosca, 1914-1921